# فرودگاه مکمیلان پس
فرودگاه مکمیلان پس (به انگلیسی: Macmillian Pass Airport) یک فرودگاه همگانی است که یک باند فرود شن دارد و طول باند آن ۴۵۷ متر است. این فرودگاه در کشور کانادا قرار دارد و در ارتفاع ۱۱۶۱ متری از سطح دریا واقع شده است.